# Thornetta Davis

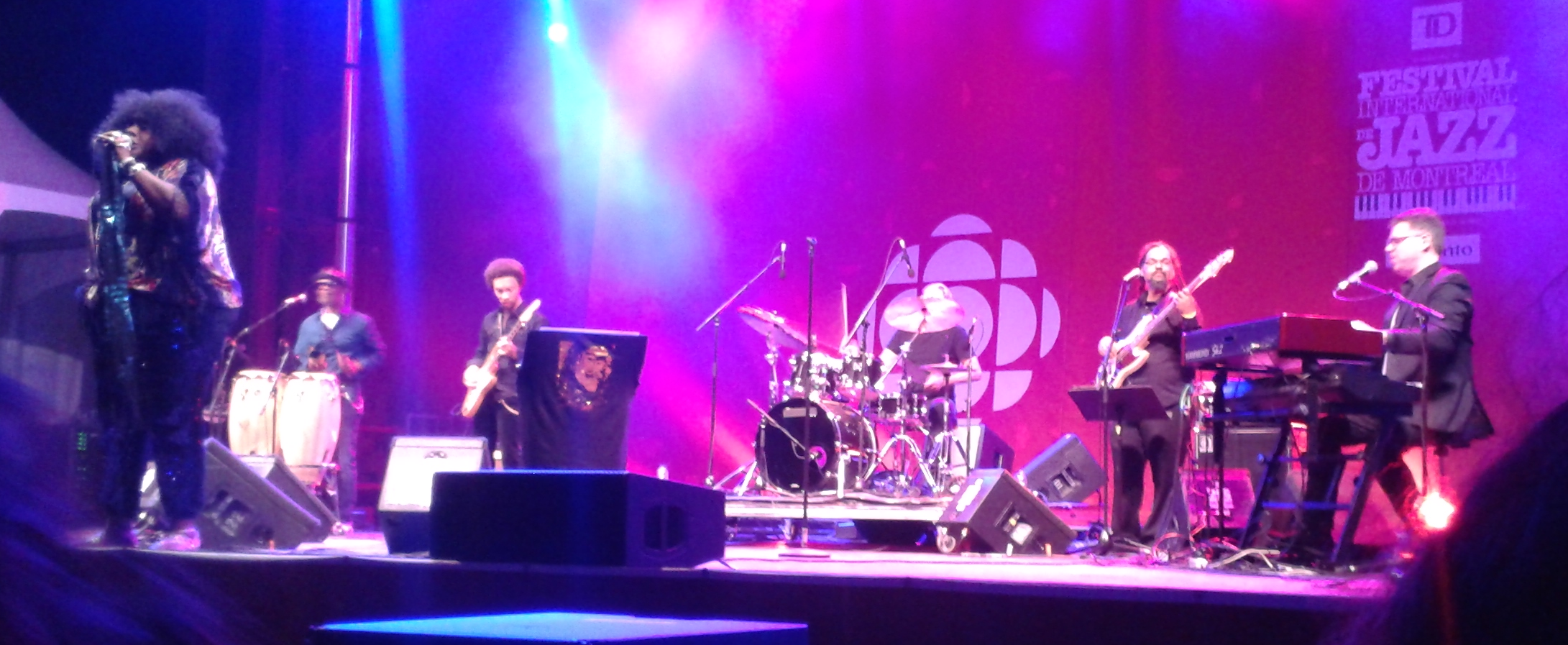
Thornetta Davis mit Band (2018)

Thornetta Davis (* 11. August 1963 in Detroit, Michigan, USA) ist eine US-amerikanische Blues- und R&B-Sängerin. Von der Detroit Blues Society wurde sie 2015 als „Detroit’s Queen of the Blues“ ausgezeichnet.

## Biografie
Thornette Davis wurde am 11. August 1963 in Detroit geboren. In der Highschool sang sie im Chor und beschloss, Sängerin zu werden. Nachdem sie mit 15 Jahren an einem lokalen Talentwettbewerb teilgenommen hatte, schloss sich Davis der Gruppe Jas an, die sich 1983 auflöste. Anschließend gründete sie zusammen mit Freundinnen Chanteuse, eine Gesangsgruppe, die alte R&B-Hits coverte. Sie wurde als Backgroundsängerin von Lamonte Zodiac & the Love Signs engagiert, einer lokalen Soul-Band, aus der später die Band The Chisel Brothers entstand, mit der Davis einige Aufnahmen als The Chisel Bros. Featuring Thornetta Davis machte.
1991 wechselte Davis als Backgroundsängerin zu den Funkrockern Big Chief, die einige Alben für das Label Sub Pop Records aufnahmen. Nachdem die Gruppe 1993 zu Capitol Records abgewandert war, unterschrieb Davis bei Sub Pop einen Solovertrag und veröffentlichte 1994 die EP Shout Out to the Dusthuffer. 1996 veröffentlichte sie ihr erstes Soloalbum Sunday Morning Music. Der Song Cry aus dem Album wurde in einer Folge der Fernsehserie Die Sopranos verwendet.
Zwischen 1997 und 2003 war Davis Backgroundsängerin für Kid Rock und war auf dessen Alben Devil Without a Cause (1998) und Kid Rock (2003) zu hören. Mit Kid Rock wirkte Davis auch am Soundtrack des Films Osmosis Jones (2001) mit. Sie ist ebenso auf einigen Alben von Bob Seger zu hören, etwa The Fire Inside (1991) und Face the Promise (2006). Durch ihre Arbeit für Kid Rock und Bob Seger, mit denen sie nicht auf Tour ging, hatte sie einige Fernsehauftritte und sang beim ersten Antrittsball von Barack Obama.
Im Jahr 2000 veröffentlichte Davis ein Live-Album mit dem Titel Covered Live at the Music Menu, einem Veranstaltungsort in Detroit, an dem sie sieben Jahre lang jeden Mittwochabend auftrat. 2008 sang sie auf Alberta Adams’ Album Detroit Is My Home, und 2014 auf dem Konzert To Alberta with Love zu Ehren der 96-jährigen; für Davis war Alberta Adams eine Mentorin.
2014 trat Davis beim „Concert of Colors“ in Detroit mit dem Detroit Symphony Orchestra auf. 2016 veröffentlichte Davis ihr zweites Studioalbum Honest Woman, das sie über Jahre hinweg in Eigenregie aufgenommen hatte und schließlich im Selbstverlag herausbrachte. Das Album war ein großer Erfolg. Sie tourte verstärkt, auch in Europa, doch dann kam 2020 die COVID-19-Pandemie. Ab 2022 liefen die Auftritte wieder an.

## Auszeichnungen (Auswahl)
- 2004 und 2006: Detroit Music Award als „Outstanding Blues Artist“
- 2004, 2006, 2010, 2011 und 2014: Detroit Music Award als „Outstanding Blues/R&B Vocalist“
- 2009: „Living Lifetime Achievement Award“ der Detroit Blues Society[2]
- 2015: Auszeichnung als „Detroit’s Queen of the Blues“[2] durch die Detroit Blues Society[2][6]
- 2018: Detroit Music Awards in den Kategorien „Outstanding Blues Artist/Group“, „Outstanding Blues Songwriter“, „Outstanding Blues Vocalist“, „Outstanding Video/Limited Budget“ für I Believe (Everything Gonna Be Alright), „Outstanding Urban Songwriter“ und „Outstanding Urban Vocalist“
- 2023 und 2025: Blues Music Award in der Kategorie „Soul Blues Female Artist of the Year“

## Diskografie
- 1994: Shout Out to the Dusthuffer (EP, Sub Pop Records)
- 1996: Sunday Morning Music (Sub Pop Records)
- 2000: Thornetta Davis – Covered Live at the Music Menu (Selbstverlag)[2][6]
- 2010: Remember Love on Christmas Day (EP, Selbstverlag)
- 2016: Honest Woman (Sweet Mama Music)